# Joelhada

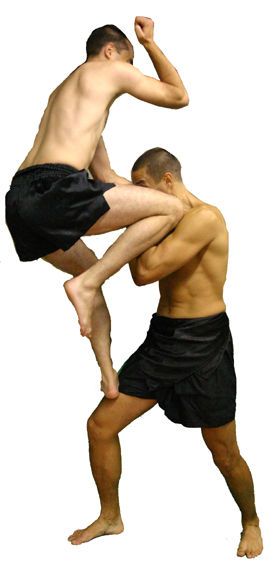
La Joelhada ou coup de genou est utilisée en capoeira comme dans d'autres sports de combat et arts martiaux.

La Joelhada (coup de genou, en portugais) est le nom du coup de genou en capoeira. On l'utilise généralement pour frapper l'adversaire quand il est au sol, accroupi ou trop près, ou alors pour contrer des prises comme l'arrastão, la boca de calça ou la vingativa.
Elle peut se faire en remontant le genou, en l'avançant ou en effectuant un mouvement rotatif.